# تیم ملی فوتبال اسلوونی

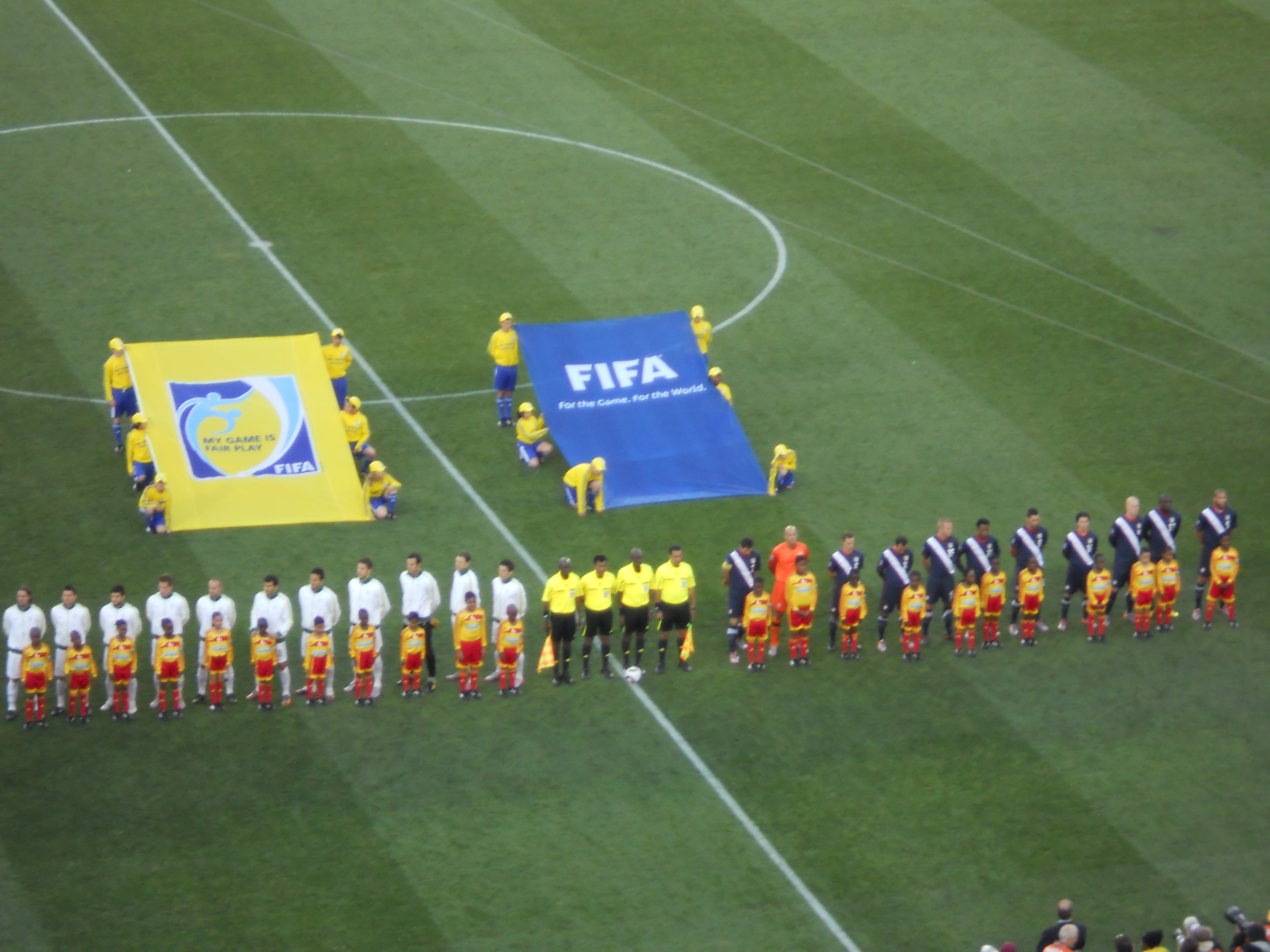

تیم ملی فوتبال اسلوونی یک تیم فوتبال بین‌المللی است که به نمایندگی از کشور اسلوونی به میدان می‌رود. این تیم زیر نظر فدراسیون فوتبال اسلوونی فعالیت می‌کند.